# Fogliano Redipuglia
Fogliano Redipuglia (slowenisch Sredipolje, deutsch Radepolach) ist eine italienische Gemeinde (comune) mit 2979 Einwohnern (Stand 31. Dezember 2023) in der Region Friaul-Julisch Venetien.

## Geographie
Die Streugemeinde liegt am Unterlauf des Flusses Isonzo in Luftlinie etwa 13 km südwestlich von Görz auf der orographisch linken Uferseite. Das Gemeindegebiet erstreckt sich im Osten bis auf den Rand der Karsthochfläche. Nachbargemeinden sind: Doberdò del Lago, Gradisca d’Isonzo, Ronchi dei Legionari, Sagrado, San Pier d’Isonzo und Villesse. Die Gemeinde setzt sich aus den drei Fraktionen Fogliano, Polazzo und Redipuglia zusammen. In Letzterer liegt die Gedenkstätte Sacrario Militare di Redipuglia, die an die Gefallenen der Isonzoschlachten während des Ersten Weltkriegs erinnert.

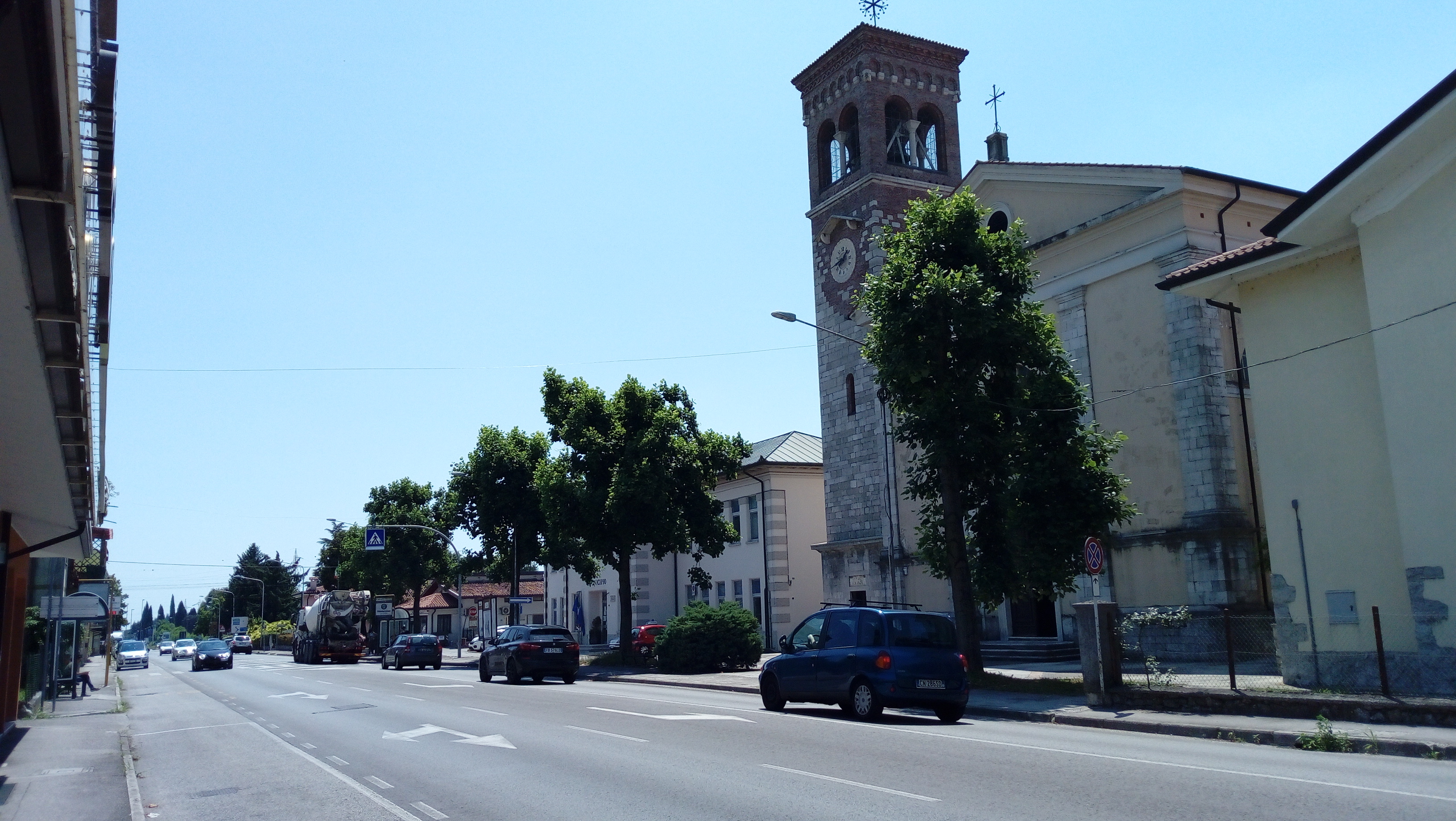
Pfarrkirche und Rathaus in Fogliano
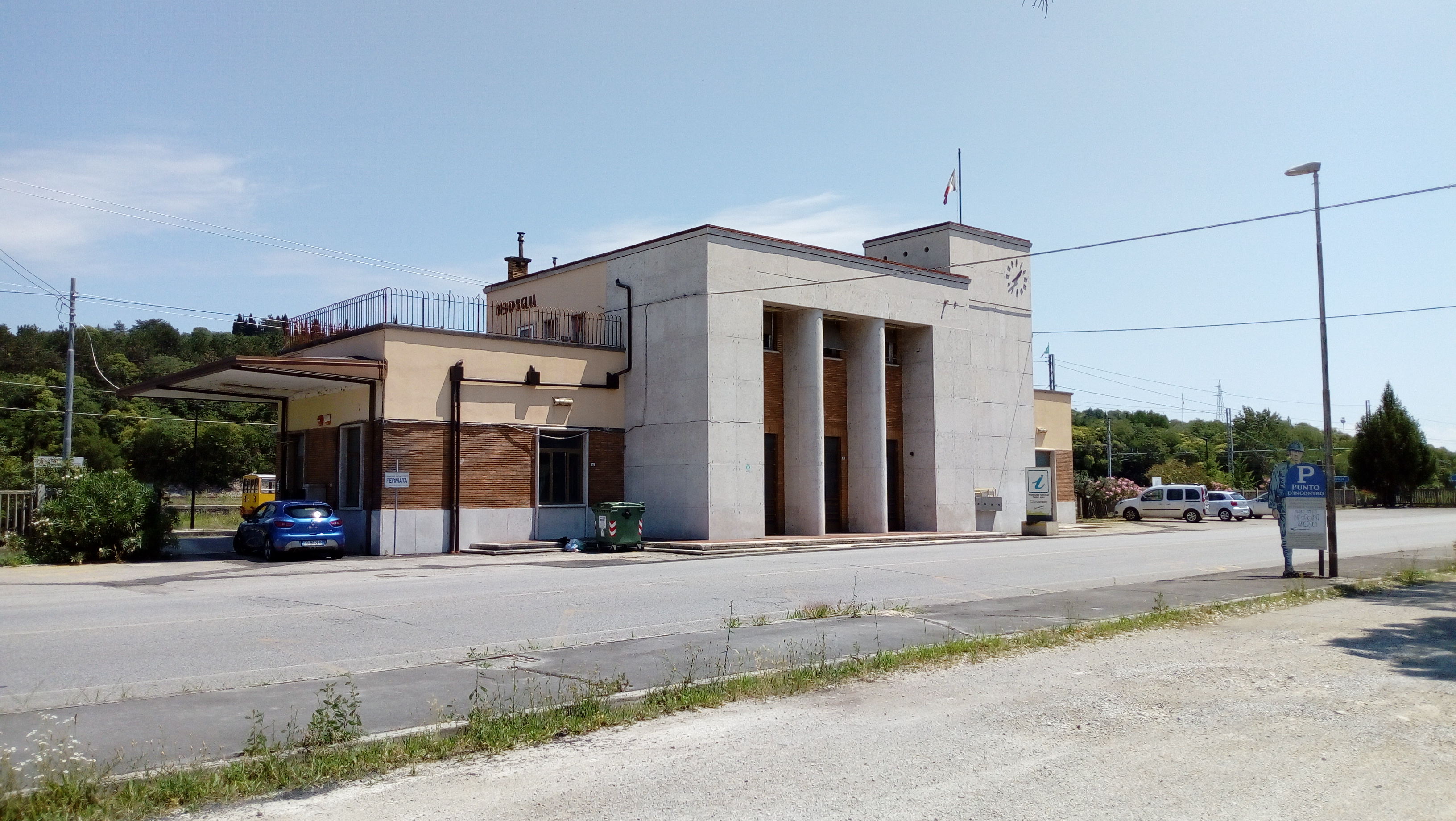
Bahnhof Redipuglia
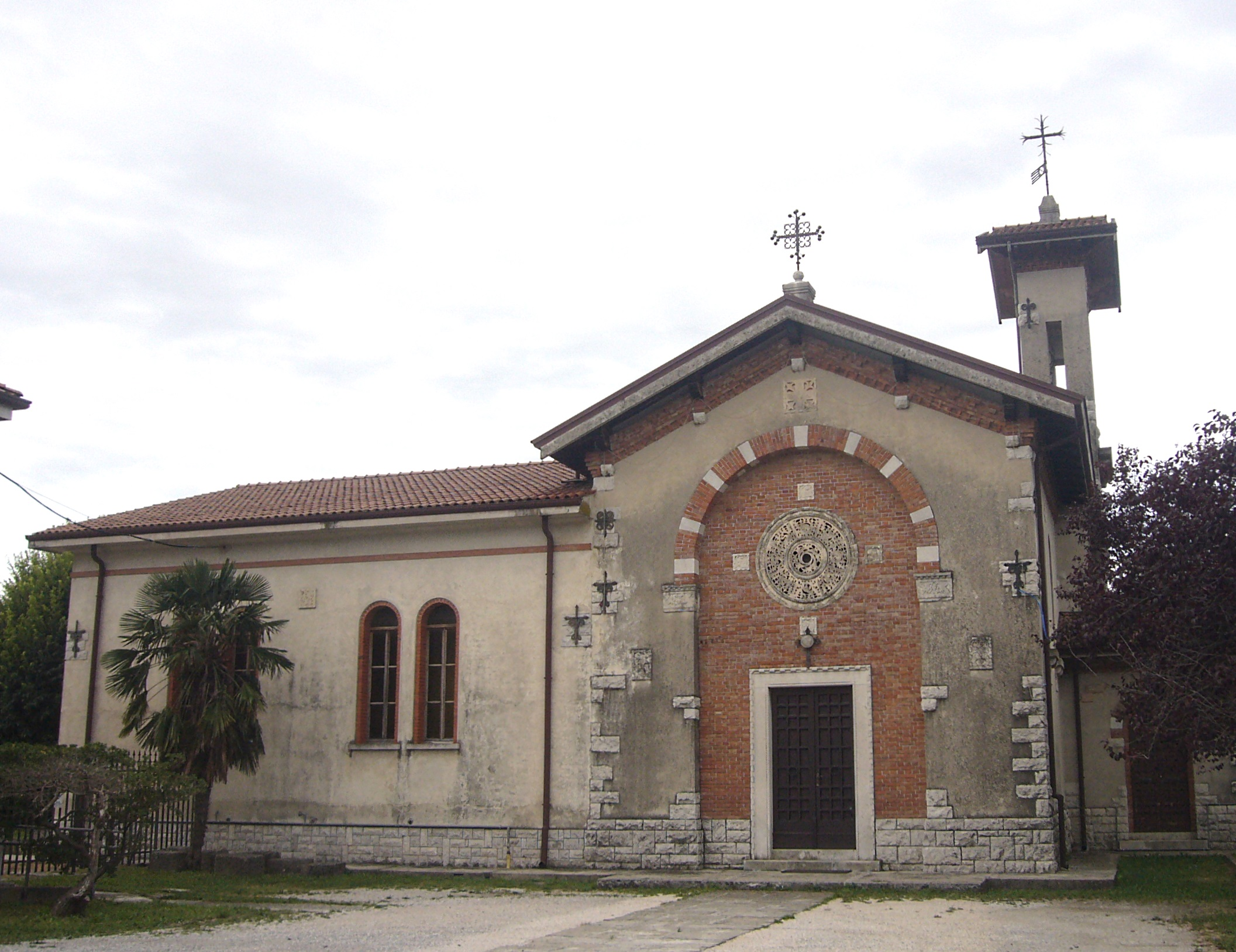
San Giacomo Apostolo in Redipuglia
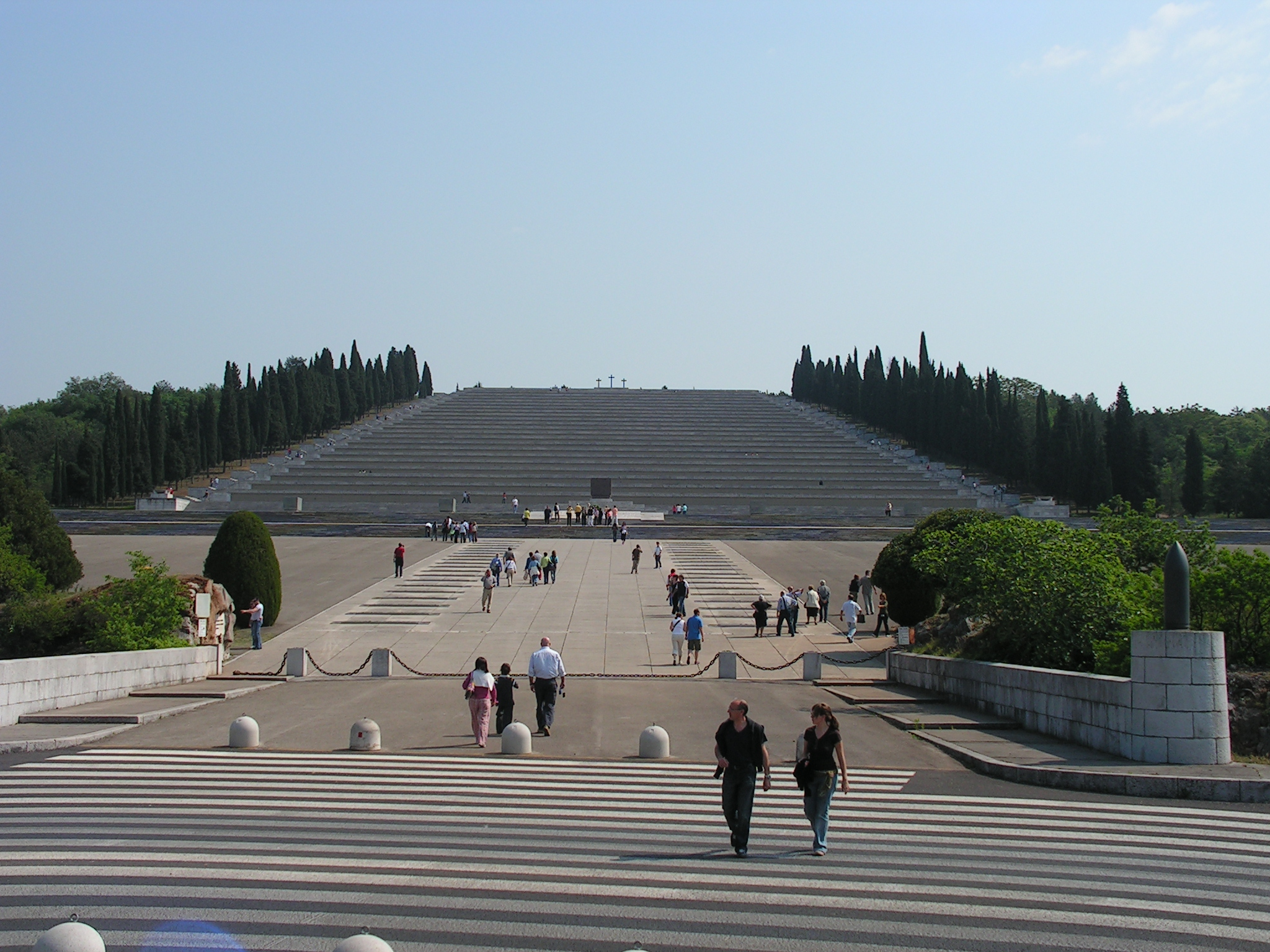
Sacrario Militare di Redipuglia

## Verkehr
Die Gemeinde liegt an der Bahnstrecke Udine–Triest mit einem Bahnhof im Ortsteil Redipuglia. Redipuglia verfügt auch über eine Autobahnanschlussstelle an der A 4 Turin–Triest. Durch die Gemeinde verläuft die Regionalstraße SR 305, die vormalige Staatsstraße SS 305 „di Redipuglia“.